# Tabriz Petrochemical Team/Saison 2014
Dieser Artikel listet Erfolge und Fahrer des Radsportteams Tabriz Petrochemical in der Saison 2014 auf.

## Erfolge in der UCI Asia Tour
| Datum                 | Rennen                                     | Kat. | Sieger              |
| --------------------- | ------------------------------------------ | ---- | ------------------- |
| 2. März               | 4. Etappe Tour de Langkawi                 | 2.HC | Mirsamad Pourseyedi |
| 27. Februar – 8. März | Gesamtwertung Tour de Langkawi             | 2.HC | Mirsamad Pourseyedi |
| 12. Mai               | Iranische Meisterschaft – Einzelzeitfahren | CN   | Alireza Haghi       |
| 23. Mai               | 4. Etappe Tour of Japan (EZF)              | 2.1  | Mirsamad Pourseyedi |
| 24. Mai               | 5. Etappe Tour of Japan                    | 2.1  | Ghader Mizbani      |
| 18.–25. Mai           | Gesamtwertung Tour of Japan                | 2.1  | Mirsamad Pourseyedi |
| 21. Juni              | 5. Etappe Tour of Iran                     | 2.1  | Ghader Mizbani      |
| 17.–22. Juni          | Gesamtwertung Tour of Iran                 | 2.1  | Ghader Mizbani      |
| 7. September          | 2. Etappe Tour of East Java                | 2.2  | Ghader Mizbani      |
| 6.–7. September       | Gesamtwertung Tour of East Java            | 2.2  | Ghader Mizbani      |
| 19. Oktober           | 4. Etappe Banyuwangi Tour de Ijen          | 2.2  | Mehdi Sohrabi       |
| 15. November          | 2. Etappe Tour of Fuzhou                   | 2.2  | Mirsamad Pourseyedi |
| 14.–16. November      | Gesamtwertung Tour of Fuzhou               | 2.2  | Mirsamad Pourseyedi |

## Abgänge – Zugänge
| Zugänge                    | Team 2013                    | Abgänge                     | Team 2014      |
| -------------------------- | ---------------------------- | --------------------------- | -------------- |
| Alireza Haghi              | Ayandeh Continental Team     | Hossein Askari              | Pishgaman Yazd |
| Ali Khademi                | Ayandeh Continental Team     | Hossein Nateghi             | Pishgaman Yazd |
| Behnam Khalilikhosroshahi  | Ayandeh Continental Team     | Ali Akbar Abdolzadeh        | Unbekannt      |
| Vahid Ghaffari             | RTS-Santic Racing Team       | Yaser Asadnia               | Unbekannt      |
| Farhad Najafi              | Neoprofi                     | Alireza Asgharzadeh         | Unbekannt      |
| Behnam Maleki (ab 15.02.)  | Ayandeh Continental Team     | Esmaeil Bagheri             | Unbekannt      |
| Hamid Shiri (ab 01.03.)    | Uzbekistan Suren Team (2012) | Mohammadreza Eimanigoloujeh | Unbekannt      |
| Sajjad Sabouri (ab 25.05.) | Neoprofi                     | Saeid Safarzadeh            | Unbekannt      |
| Ramin Maleki (ab 01.06.)   | Tabriz Shahrdari Ranking     |                             |                |

## Mannschaft
| Name                      | Geburtstag       | Nationalität |
| ------------------------- | ---------------- | ------------ |
| Vahid Ghaffari *          | 7. Oktober 1988  | Iran         |
| Alireza Haghi             | 8. Februar 1979  | Iran         |
| Ali Khademi               | 1. Januar 1992   | Iran         |
| Behnam Khalilikhosroshahi | 7. Februar 1989  | Iran         |
| Karim Khorrami            | 4. Juni 1991     | Iran         |
| Amir Kolahdozhagh         | 7. Januar 1993   | Iran         |
| Behnam Maleki             | 2. Dezember 1992 | Iran         |
| Ramin Maleki              | 18. März 1987    | Iran         |
| Ghader Mizbani            | 6. Dezember 1975 | Iran         |
| Farhad Najafi             | 25. Juni 1992    | Iran         |
| Sajjad Sabouri            | 20. August 1990  | Iran         |
| Mirsamad Pourseyedi       | 15. Oktober 1985 | Iran         |
| Hamid Shiri               | 21. März 1982    | Iran         |
| Mehdi Sohrabi             | 12. Oktober 1981 | Iran         |

* suspendiert